# Emma – Eine viktorianische Liebe
Emma – Eine viktorianische Liebe (japanisch エマ Ema) ist eine Manga-Reihe der japanischen Zeichnerin Kaoru Mori. Die Reihe wurde auch als Anime-Fernsehserie und Roman umgesetzt. Das Werk handelt von dem Dienstmädchen Emma, das sich im viktorianischen England in den Sohn einer reichen Familie verliebt. Es lässt sich in die Genre Romantik und Historie einordnen.

## Handlung
Emma wurde als kleines Mädchen aus einem Dorf in Yorkshire entführt, um in ein Bordell in London gebracht zu werden. Doch konnte sie fliehen und kam bei Kelly Stowner als Dienstmädchen unter, eine Erzieherin in Rente. Kelly brachte ihr Hausarbeiten, Lesen und Schreiben bei.
Als nun William Jones, ein ehemaliger Schützling, Kelly besucht, verliebt er sich in Emma. Doch gehört er einer reichen Familie an, als deren Stammhalter er eine Adelige heiraten soll. Eine solche lernt er mit Eleanor Campbell auf einem Ball kennen und diese zeigt auch Interesse an ihm. Nun zeigt auch der indische Prinz Hakim Atawari, ein alter Freund Williams, Zuneigung zu Emma. Als er jedoch bemerkt, wie nahe sich die beiden stehen, unterstützt er ihre Beziehung.
Bald darauf aber verstaucht sich Kelly ihren Fuß und wird zunehmend schwächer, so dass sich Emma mehr um sie kümmern muss. Dennoch kommen sich William und Emma näher und William will nun seinen Vater überzeugen, der Beziehung zuzustimmen. Als dann aber Kelly stirbt, zieht Emma von London weg und verlässt so William.
Bald arbeitet sie in York als Hausmädchen der Familie Mölders, Einwanderern aus Deutschland. Dort wird sie schnell beliebt und kommt so auch auf Ausflügen nach London mit. Bei einer dieser Ausflüge trifft Emma zufällig William gerade auf seinem Verlobungsball mit Eleanor. Emma entdeckt dabei, dass die Dame, mit der sie dort ist, die Mutter von William ist.

## Manga

### Entstehung
Kaoru Mori versuchte, das viktorianische England möglichst wirklichkeitsgetreu wiederzugeben. Dafür reiste sie nach Großbritannien und ließ sich ab dem dritten Band von Rico Murakami zu beraten. Zudem war sie schon lange an Großbritannien und dem Leben von Dienstmädchen interessiert, so zeichnete sie vor Emma bereits mehrere Dōjinshi zu diesem Thema. Daher kommen im Verlauf der Handlung mehrere bekannte Gebäude Londons aus dieser Zeit auf, so King’s Cross Station, der Kristallpalast, und Covent Garden.
Hakim Atawari war zunächst als Rivale Williams in dessen Werben um Emma angelegt. Jedoch änderte sich seine Rolle mit der Weiterentwicklung der Geschichte. Auch über die indische Kultur hatte sich Kaoru Mori mit Büchern und Dokumenten informiert.

### Veröffentlichung
Der Manga von Kaoru Mori erschien in Japan von Januar 2002 bis Mai 2006 im Manga-Magazin Monthly Comic Beam von Enterbrain. Die Hauptgeschichte umfasst 52 Kapitel, die auch in zehn Tankōbon (Sammelbände) zusammengefasst wurden. Danach folgten mehrere zusätzliche Erzählungen, die nochmals drei Bände umfassen.
Das Werk wurde auf Englisch von CMX Manga veröffentlicht, auf Französisch durch Kurokawa. Planeta DeAgostini Comics verlegte den Manga auf Spanisch, Bonnier Carlsen auf Schwedisch und Studio JG auf Polnisch.
Der Verlag Tokyopop veröffentlicht den Manga seit August 2006 in bisher zehn Bänden auf Deutsch. Die Übersetzung stammt von Cora Hartwig und Hirofumi Yamada.

## Anime
Im Jahr 2005 produzierte das Studio Pierrot eine zwölfteilige Anime-Fernsehserie zum Manga. Dabei führte Tsuneo Kobayashi Regie und das Charakter-Design stammt von Keiko Shimizu und Yuko Kusumoto. Die Serie wurde als Eikoku Koi Monogatari Emma (英國戀物語エマ) vom 2. April 2005 bis zum 18. Juni 2005 auf den Sendern BS-i und TBS ausgestrahlt.
2007 produzierte Ajia-dō eine zweite Staffel mit zwölf Folgen. Diese wurde unter dem Titel Eikoku Koi Monogatari Emma Daini Maku Second Act (英國戀物語エマ 第二幕 SECOND ACT) vom 16. April bis 2. Juli 2007 auf den Sendern Chiba TV, Sun TV und TV Saitama ausgestrahlt, später auch auf Nagoya Broadcasting Network, Tokyo MX und TV Kanagawa.
Die im japanischen Titel verwendeten Kanji für Liebe und Land entsprechen nicht den modernen Shinjitai, sondern den Kyūjitai, die vor der Schriftreform in Japan 1946 gebräuchlich waren.
Die erste Staffel wurde auf Englisch auf Animax Asia ausgestrahlt. The Right Stuf International lizenzierte die zweite Staffel.
Eine deutsche Fassung der ersten zwölf Folgen wird von Tokyopop vertrieben. Dabei sind von Oktober 2006 bis Februar 2008 alle vier DVDs und eine Sammlerbox erschienen.

### Synchronsprecher
| Figur            | Originalsprecher    | Deutscher Sprecher |
| ---------------- | ------------------- | ------------------ |
| Emma             | Yumi Tōma           | Simona Pahl        |
| Willam Jones     | Tokuyoshi Kawashima | Mark Seidenberg    |
| Kelly Strawner   | Taeko Nakanishi     | Isabella Grothe    |
| Hakim Atawari    | Yūji Ueda           | Patrick Bach       |
| Eleanor Campbell | Sanae Kobayashi     | Arlette Stanschus  |

Die deutsche Synchronisation wurde vom Studio Hamburg Synchron produziert.

### Musik
Die Musik beider Staffeln wurde von Kunihiko Ryo komponiert. Für den Vorspann verwendete man Silhouette of a Breeze von Kunihiko Ryo in der ersten Staffel, in der zweiten das Lied in einer anderen Version mit dem Titel Silhouette of a Breeze – Celtic version. Die Abspanne wurden unterlegt mit Menuet for EMMA vom Tokyo Recorder Orchestra und Rondo of Lily bell von Kunihiko Ryo.

## Romane
2005 erschienen zwei Romanbände zu Emma, die von Saori Kumi geschrieben wurden. Der erste dieser Bände wurde im November 2007 von Tokyopop auf Deutsch veröffentlicht.

## Rezeption
Der Manga gewann einen Preis in der Kategorie Manga beim neunten Japanese Media Arts Festival im Jahr 2005.
Der Manga wurde in Japan unter den Fans so beliebt, dass im Tokioter Stadtteil Shinjuku ein Maid-Cafe eröffnet wurde, das nach dem Vorbild der Serie gestaltet ist.